# 奥利维奥·达罗萨
伊沃（Ivo，1986年10月2日—），全名奥利维奥·达罗萨（Olivio Da Rosa），是一名巴西职业足球运动员，司职中场。现在效力于中国足球甲级联赛球队延边龙鼎。

## 俱乐部生涯
2007年1月，伊沃加盟巴西球队尤文图德，开始职业足球生涯。 2010年2月21日，他和帕尔梅拉斯签约一年，合同到期后有续约五年的选择。 不过伊沃并未在球队站稳脚跟，夏季被租借到庞特普雷塔。2011年1月5日，伊沃转会到葡萄牙人。 2012年1月5日，他离开巴西，加盟K联赛球队仁川联。 2013年1月，他回到巴西，加盟克里西乌马。2014年1月，他再次回到仁川联。 2015年2月，伊沃加盟中国足球超级联赛球队河南建业。 3月8日，他在2015赛季中超首轮首次代表河南建业出场并取得进球，帮助球队3比1击败天津泰达。